# Iliana (telenovela)
Iliana es una telenovela venezolana, producida y realizada por RCTV en 1977, basada en la radionovela del mismo nombre original de Inés Rodena. 
Protagonizada por Lila Morillo, Jorge Palacios, Helianta Cruz y la actuación antagónica de Grecia Colmenares.

## Trama
El extraño recuerdo de Iliana reflejado en un cuadro, atormenta a los protagonistas de esta historia.

## Elenco
- Lila Morillo ... Amalia Rosales
- Jorge Palacios ... Eugenio
- Helianta Cruz ... Iliana
- Jean Carlo Simancas
- Hilda Carrero
- Grecia Colmenares
- Zulay García
- Violeta González
- Ignacio Navarro
- Loly Sánchez
- Tony Rodríguez
- Lucio Bueno
- América Barrios
- Guillermo Ferrán
- Nerón Rojas

## Versiones
- En 1983 Televisa realizó una versión de esta historia, Amalia Batista producida por Valentin Pimstein y protagonizada por Susana Dosamantes, Rogelio Guerra y Roberto Ballesteros, con las participaciones antagónicas de Alicia Encinas y María Teresa Rivas.

- En 1994 Televisa realizó una versión de esta historia, Prisionera de amor producida por Pedro Damián y protagonizada por Maribel Guardia  y Saúl Lisazo.